# San Cristóbal de Segovia
San Cristóbal de Segovia es un municipio y localidad española de la provincia de Segovia, en la comunidad autónoma de Castilla y León. El término municipal tiene una población de 3153 habitantes (INE 2024). Se segregó del municipio de Palazuelos de Eresma el 25 de noviembre de 1999.
El municipio está conformado por las localidades de Montecorredores, El Terradillo y San Cristóbal de Segovia. Antiguamente existieron la aldea de Aragoneses, situada a 1 km al este/noreste en un paraje denominado Las Bajas Serias, y la aldea de Cáceres, situada a 1,4 km al este/sureste, en un alto llamado La Cabezuela; en ambos casos contaban con una parte en el término de San Cristóbal y otra parte en el del municipio vecino de Trescasas. También existió la aldea de Prozaces únicamente en el término San Cristóbal de Segovia. Situada a 2 km al noreste de la ciudad de Segovia, ha visto incrementada su población ostensiblemente en los últimos años, debido a su cercanía a la capital de provincia.

## Geografía

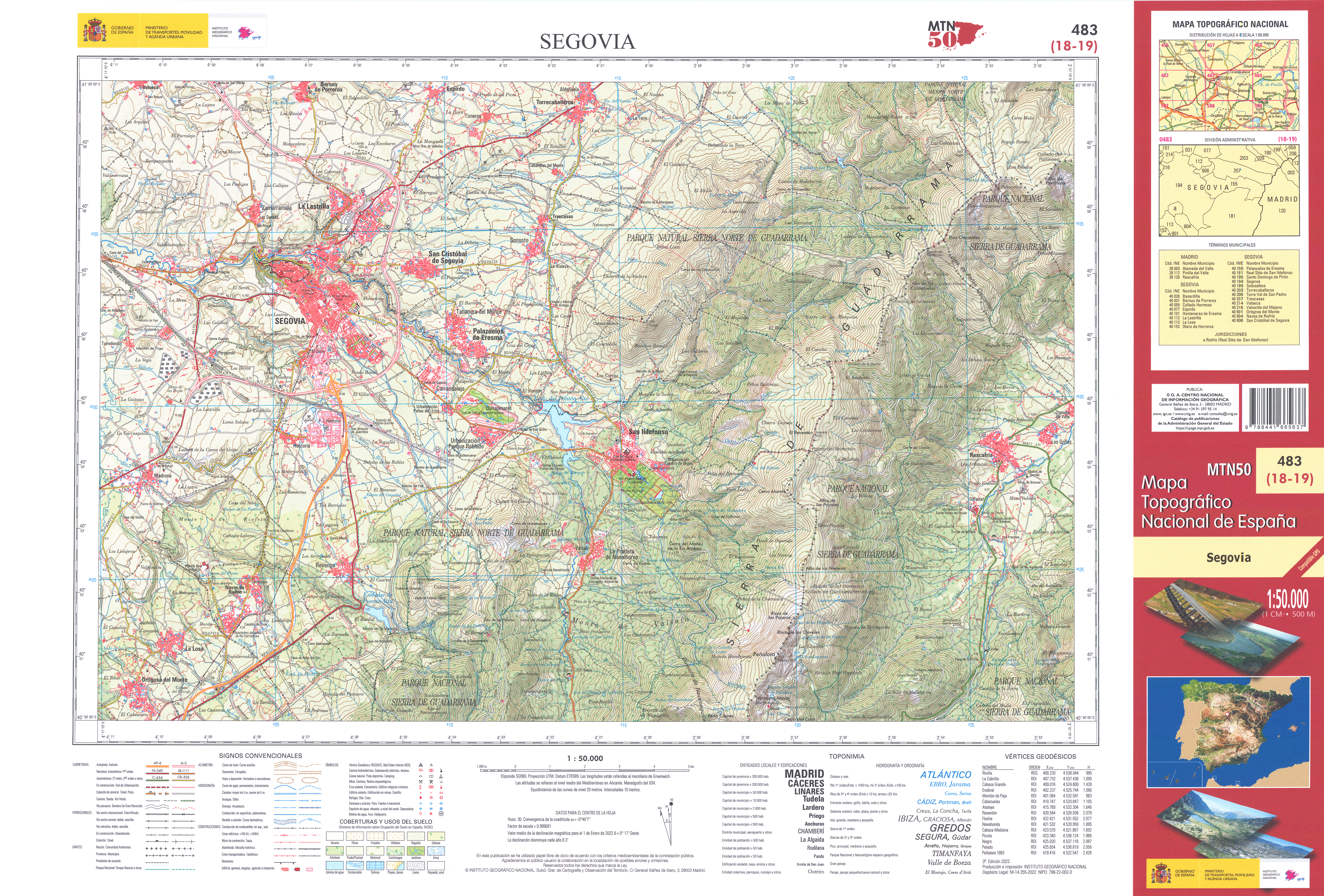
Fragmento de la hoja 483 del Mapa Topográfico Nacional de España de 2022 en el que se representa el municipio de San Cristóbal de Segovia

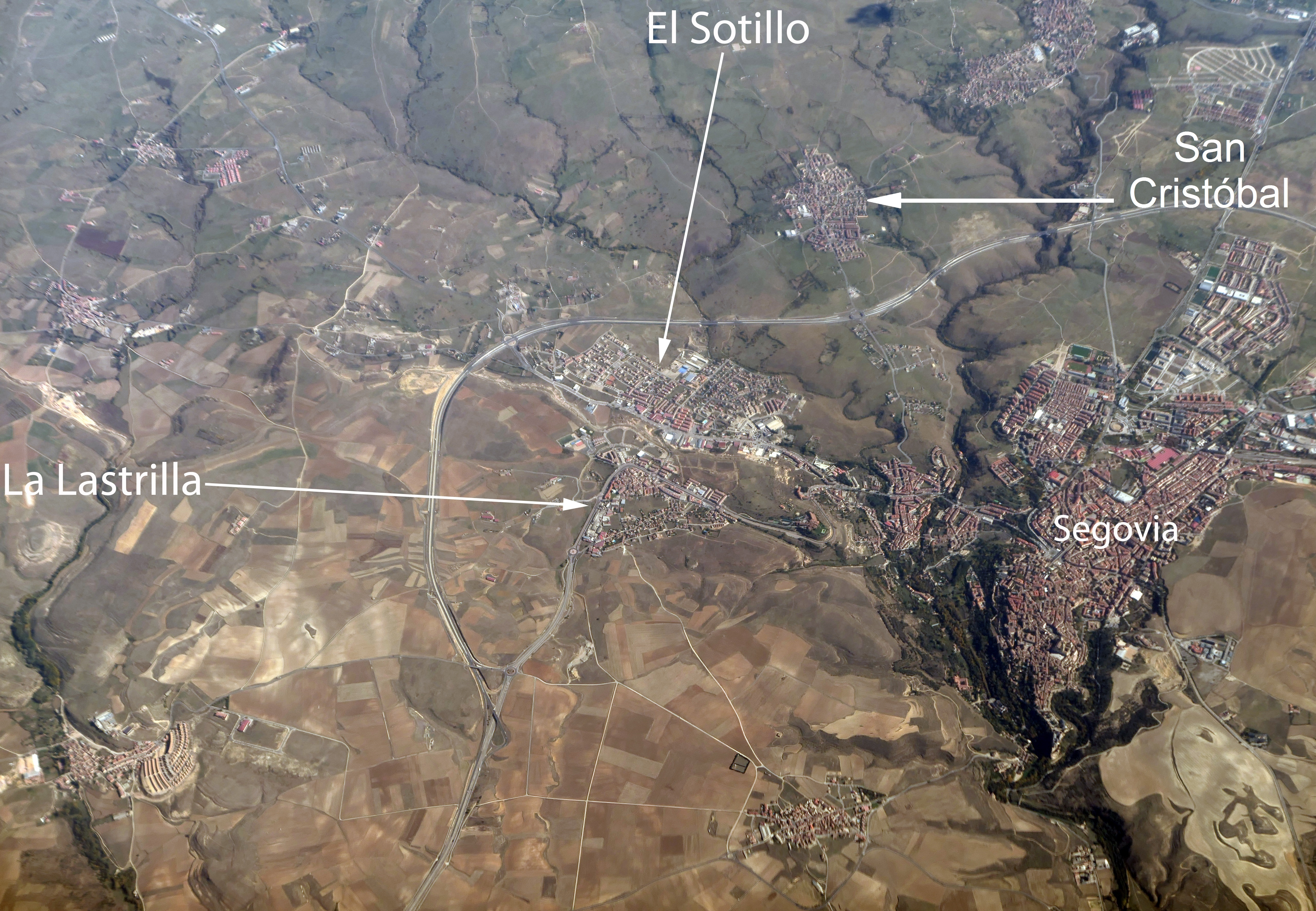
Vista aérea de la zona en la que se ubica San Cristóbal de Segovia

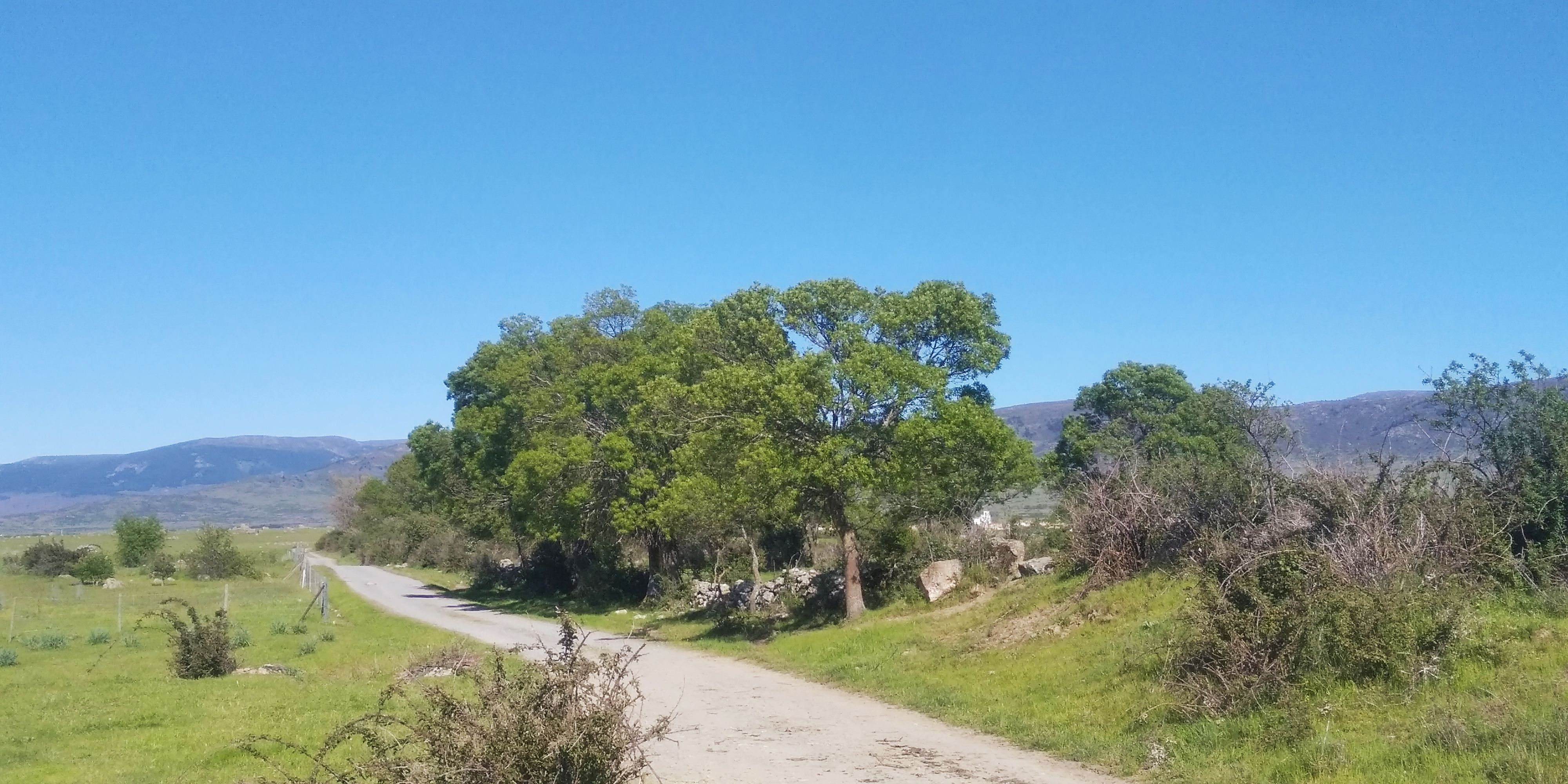
Lugar donde se ubicó el despoblado de Aragoneses entre Trescasas y San Cristóbal de Segovia

### Límites
| Noroeste: Segovia                              | Norte: La Lastrilla                           | Noreste: Trescasas, Sonsoto            |
| Oeste: Segovia, Montecorredores, El Terradillo |                                               | Este: Trescasas, Sonsoto               |
| Suroeste: Segovia                              | Sur: Tabanera del Monte, Palazuelos de Eresma | Sureste: Trescasas, Tabanera del Monte |
|                                                |                                               |                                        |

### Vinculación comarcal
Desde su fundación pertenece a la Comunidad de ciudad y tierra de Segovia, como arrabal de Segovia ciudad.
El municipio se sitúa en la comarca Tierras de Segovia, también llamada Alfoz de Segovia o Zona Metropolitana de Segovia (dentro de Segovia Sur) y según algunos autores también en La Vera de la Sierra.
- Tierras de Segovia engloba a los dos cinturones de pueblos que rodean a la ciudad de Segovia y que actúan en parte como barrios de esta.[1]
- La Vera de la Sierra es la alineación geográfica de pueblos primero desde Otero de Herreros hasta Sotosalbos y luego desde este hasta Arcones, pueblos que su término municipal están los Montes Carpetanos, pasa próxima la Cañada Real Soriana Occidental (aquí llamada Cañada Real de la Vera de la Sierra) y están cercanos a la frontera con la Comunidad de Madrid, la comarca surge en el medievo como defensa estratégica cristiana de Segovia y su logística en la reconquista.[3]

### Orografía
El punto más alto de todo el municipio es el alto de Cabezuelas frontera con Trescasas y de 1105 m, donde en el pasado se ubicó una aldea de mismo nombre. El más bajo es por el contrario a 963 m es la zona más baja del río Eresma a su paso por el término municipal, limitando con el barrio de San Lorenzo de Segovia, a la altura de la Presa y central hidroeléctrica de los Batanes

### Hidrografía

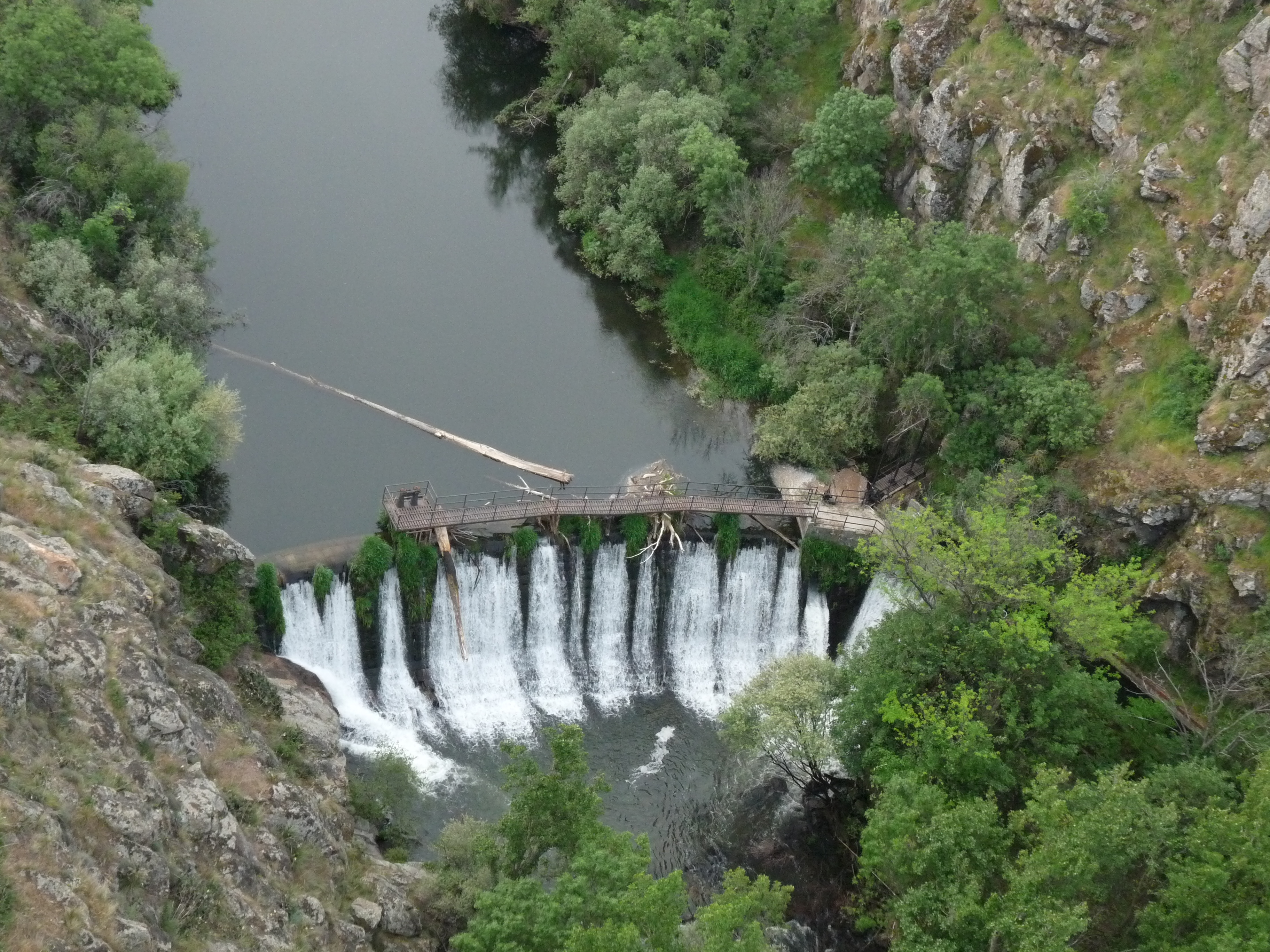
Pequeña presa del río Eresma a su paso por el municipio

Por el término municipal fluye al este el río Ciguiñuela y lo bordea el río Eresma por el suroeste. Existen además los arroyos Milón, del Recuéncano o de las Peñas Lisas y Cerezo, los dos primeros afluentes del Ciguiñuela y el último del Eresma.

## Historia

Escudo de la Noble Junta de Cabezuelas

### Edad Media
Según el historiador Diego de Colmenares, San Cristóbal la poblaron los segovianos que tras la invasión de Segovia por los musulmanes, huyeron a la Sierra y, al no atreverse a bajar de nuevo a la ciudad, fundaron pequeñas aldeas y arrabales.
De las dos veces que se repobló Castilla en la época medieval la primera por el conde Fernán González y posteriormente por el rey Alfonso VI de León, se cree que San Cristóbal habría surgido en la segunda cuando este rey repobló Ávila y Segovia con el objetivo de utilizar defensivamente esos lugares y especialmente el Sistema Central contra los almorávides. Con el fin de proteger los pasos de la sierra se creó una línea de defensiva.
El primer documento donde aparece mencionado como Sant Christoval o Sant Xval, data del 1 de junio de 1247, considerado como un arrabal de la ciudad de Segovia. Esta referencia se encuentra en un documento del archivo de la Catedral de Segovia donde a cada canónigo se le adjudica una determinada cantidad de las rentas de casa una de las parroquias del arcedianato.
Fue un lugar dedicado a la agricultura y a la ganadería, lo que llevó a una organización en el reparto del agua del río Cambrones. Este río nace a 1800 metros de altitud en el término de Torrecaballeros. La manera de canalizar, distribuir y repartir su agua, viene a reflejar un avanzado sistema organizativo, que contaría con una población a la vez que heterogénea, abundante. La Noble Junta de Cabezuelas daba nombre a esta unión de los distintos concejos.

### Edad Moderna
San Cristóbal contaba con una iglesia dedicada al santo que le da nombre. Sería a inicios del siglo XVIII cuando probablemente se abandonase la titularidad del santo para adquirir la advocación de Nuestra Señora del Rosario. Fue entonces cuando se fundan las cofradías de la Santa Vera Cruz y de Nuestra Señora del Rosario.
Durante la ocupación francesa de la guerra de independencia San Cristóbal, La Lastrilla, Zamarramala y Perogordo son considerados arrabales de Segovia, y no pueblos independientes, así es como se recoge cuando se mandó realizar por los mandos franceses el primer callejero de esta ciudad, dejando fuera de este a sus arrabales dependientes.

### Edad Contemporánea
Con la creación de las actuales provincias en 1833, San Cristóbal de Segovia quedó encuadrado en la provincia de Segovia, dentro de Castilla la Vieja. A mediados del siglo XIX, el lugar tenía contabilizada una población de 93 habitantes. Aparece descrito en el séptimo volumen del Diccionario geográfico-estadístico-histórico de España y sus posesiones de Ultramar de Pascual Madoz de la siguiente manera:

CRISTOBAL (San): l. con ayunt. de la prov., adm. de rent., part. jud. y dióc. de Segovia (1/2 leg.), aud. terr. y c. g. de Madrid (16): sit. en una altura entre los r. Eresma y Cigueñuela, está bien ventilado, y su clima es mediano: tiene 20 casas, la de ayunt. y una igl. parr. (Ntra. Sra. del Rosario) servida por un párroco, cuyo curato es de entrada y de presentacion Real y ordinaria; hay una ermita (San Antonio de Padua) propia del pueblo y sostenida por los fieles. Confina el térm. N. Lastrilla; E. Trescasas; S. Tabanera del monte, y O. Alijares de Segovia. El terreno es en lo general escabroso, abraza 700 obradas de las cuales se cultivan 550, hay algunos prados, y algunos huertecillos; los ríos ya mencionados Eresma y Cigueñuela, pasan inmediatos al pueblo, el primero por el S., y el segundo por el N., sus aguas se utilizan para el uso de los vec. para el de los ganados y para regar los prados y huertos. caminos: locales en mediano estado. prod.: trigo, centeno, patatas y algo de lino, mantiene ganado vacuno y asnal. pobl.: 21 vec., 93 alm. cap. imp.: 25,649. contr.: 2,493. El presupuesto municipal asciende á 424 rs. con 28 mrs. y se cubre con 126 rs. producto de propios y por repartimiento vecinal.
(Madoz, 1847, p. 172)

Sería en el año 1862/63 cuando San Cristóbal fue anejada al vecino municipio de Palazuelos bajo el nombre San Cristóbal de Palazuelos.
En 1940 figura como pedanía de Palazuelos de Eresma, con 51 viviendas y otras 56 edificaciones que  en total aglutinaban 261 habitantes de derecho; 236 de hecho.
En 1958 la iglesia parroquial ya ruinosa sería demolida con la iniciativa de construir un nuevo templo. Con el fin de abaratar costes, algunos elementos de la antigua iglesia se trasladaron al nuevo emplazamiento, como capiteles y sus columnas, el púlpito, la pila bautismal, el retablo de San Roque, etc. A través de subvenciones públicas y de la participación de los vecinos, pudieron iniciarse los trabajos y finalizada la construcción, se procedió a su bendición el 16 de septiembre de 1962.
La iglesia tiene una arquitectura sobria y de buenas proporciones, tiene un ábside semicircular, una única nave, con coro, torre y atrio en el lado sur. La pila bautismal situada en una edificación llamada baptisterio procede de la antigua iglesia y se puede fecha aproximadamente a finales del siglo XV. Tampoco hay que olvidar la ermita de San Antonio de Padua, que se encontraba emplazada a escasos metros de lo que era el núcleo poblacional a mediados del siglo XIX.
Durante el final del siglo XX, como barrio de Palazuelos, se realizaron varias peticiones a la Junta de Castilla y León pidiendo la segregación del municipio de Palazuelos de Eresma del que suponía el 50 % de la población, todas rechazadas. Finalmente se realizó el 5 de agosto de 1990 un referéndum no vinculante extraoficial, que a pesar de contar con una muy baja participación, por abrumadora votó la independencia. Finalmente el 25 de noviembre de 1999 y con la agrupación de electores a favor de la segregación al frente de la alcaldía de Palazuelos, se dio permiso para la constitución del municipio independiente, con la denominación de San Cristóbal de Segovia. Es el la atualidad uno de los municipios más relevantes de la provincia.

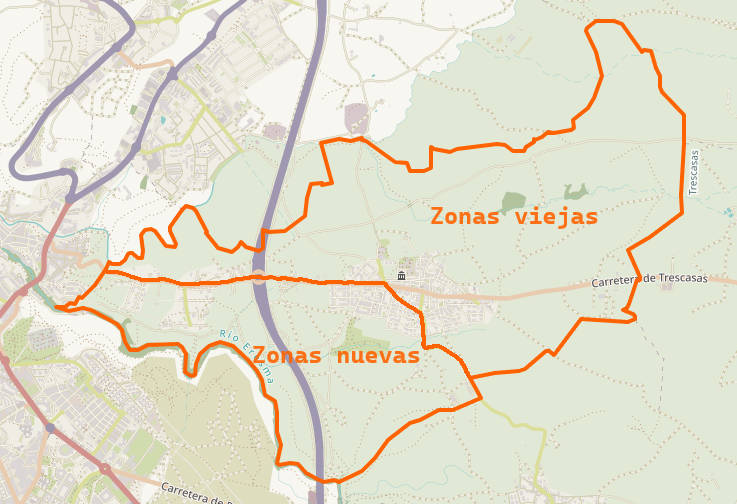
Mapa de los barrios de San Cristóbal en función de las secciones electorales

## Demografía
| Gráfica de evolución demográfica de San Cristóbal de Segovia entre 2001 y 2021 |
| |
| Población de derecho según los censos de población del INE Población de hecho según los censos de población del INEEntre el censo de 2001 y el anterior, aparece este municipio porque se segrega del municipio 40155 (Palazuelos de Eresma) |

| Gráfica de evolución demográfica de San Cristóbal de Segovia entre 2001 y 2023 |
|                                                                                |
| Población a 1 de enero según el padrón municipal del INE.                      |

En 1900 San Cristóbal era la octava población de menor población de toda la provincia de Segovia con 197 habitantes y en 2020 era el octava mayor con 3080.
| Gráfica de evolución demográfica de San Cristóbal de Segovia entre 1828 y 2021 |
| |
| Población según el Diccionario geográfico-estadístico de España y Portugal de Sebastián Miñano. Población según la Fundación BBVA. Población de derecho (1842 y 1940) y población de hecho o población residente (2001-2011). Entre el censo de 1842 y el anterior este municipio desaparece porque se integra en Palazuelos de Eresma. Entre el censo de 2001 y el anterior aparece este municipio porque se segrega de Palazuelos de Eresma. Población según el padrón municipal de 2021 del INE. |

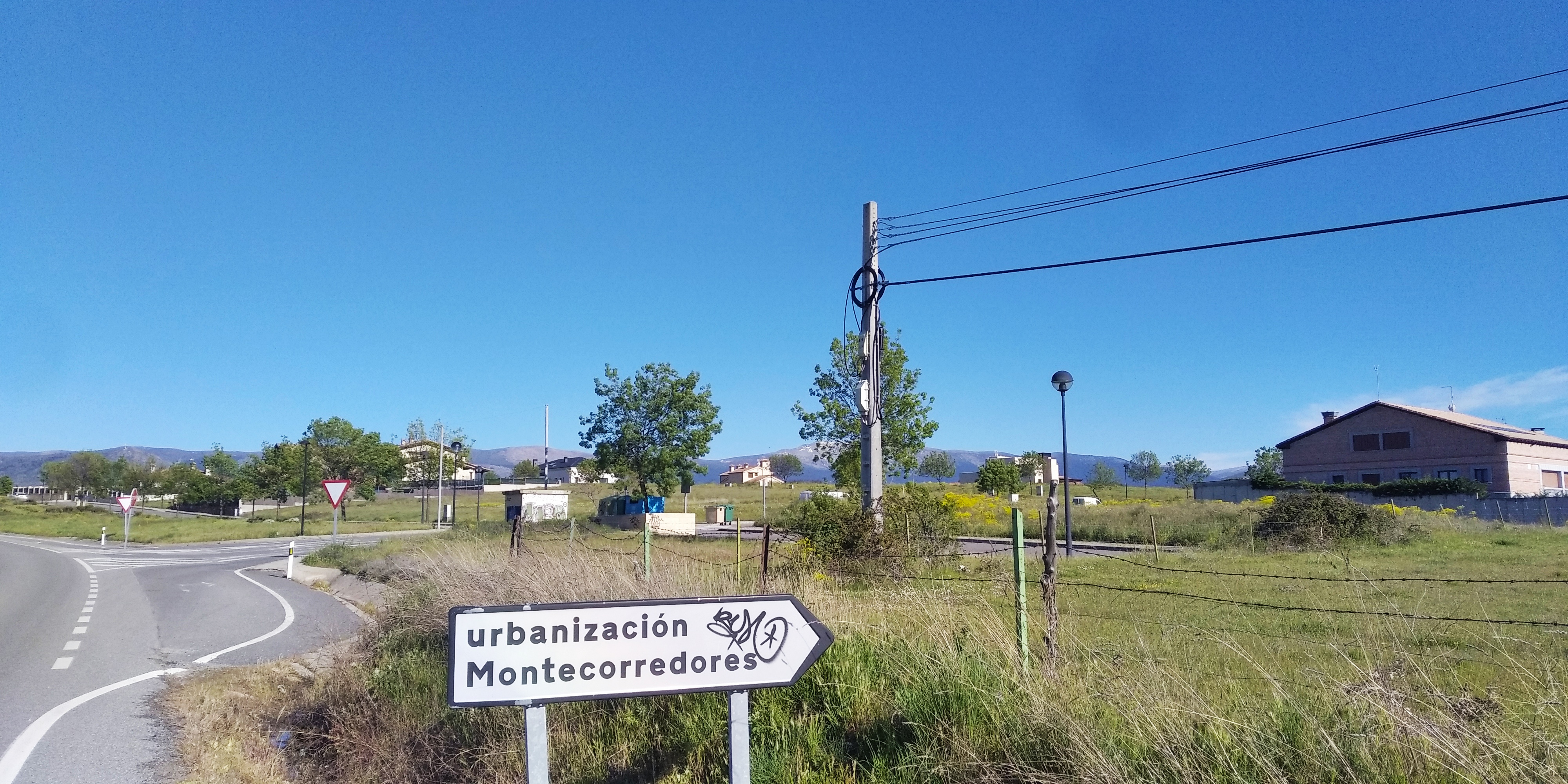
Entrada a Montecorredores

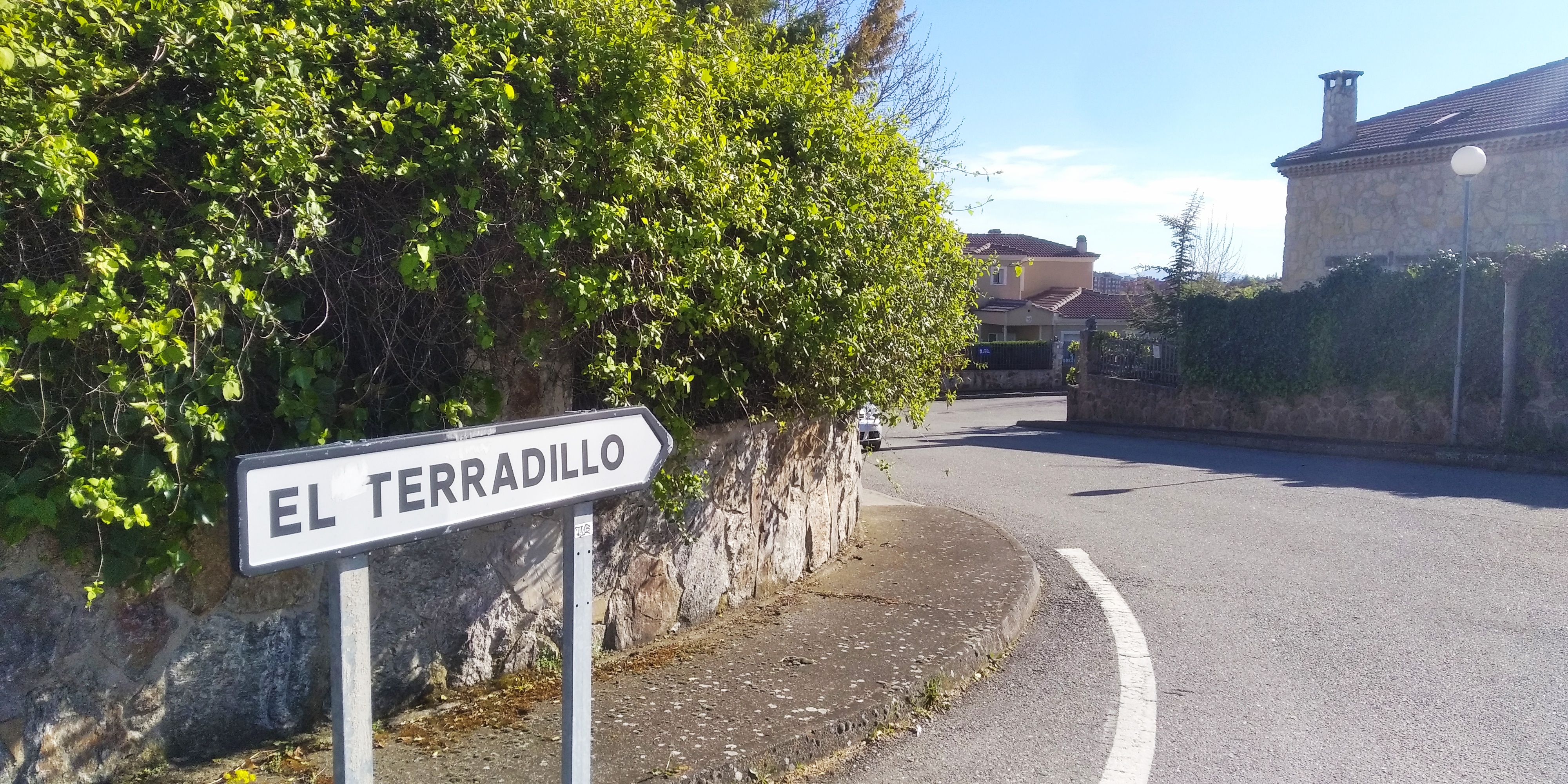
Entrada a El Terradillo

Los tres núcleos de población que integran el municipio tienen, según el INE 2021, el censo siguiente:
| Distribución de la población |                 |                          |
| El Terradillo                | Montecorredores | San Cristóbal de Segovia |
| 29                           | 46              | 3035                     |

## Transporte

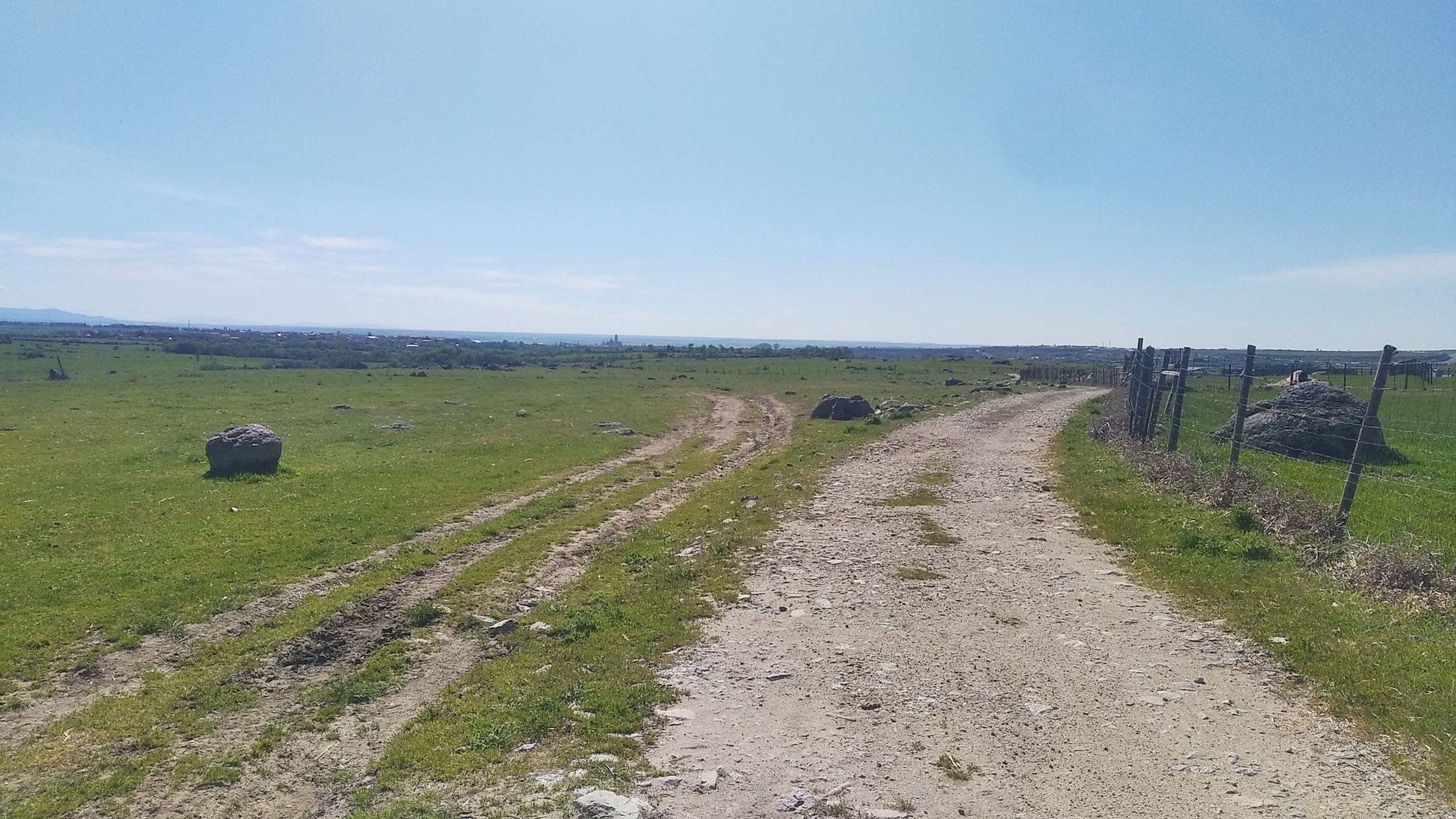
Camino que une con Trescasas

### Carreteras y caminos
- SG-20: Autovía de circunvalación de Segovia entre la autovía A-601 y la N-110 sentido Ávila.

- Carretera provincial SG-V-6123, que permite la comunicación con Segovia y Trescasas;
- Carretera  provincial SG-V-6125, que conecta con Tabanera del Monte;
- Camino de Trescasas, que conecta con Trescasas;
- Camino de San Antonio, que conecta con Tabanera del Monte;
- Camino de Corredores o de Segovia, que permite la comunicación con Segovia;
- Camino de La Lastrilla, que permite la comunicación con La Lastrilla.

### Autobuses

Plano Metropolitano Segovia donde aparecen las líneas a su paso por San Cristóbal

San Cristóbal de Segovia forma parte de la red de transporte Metropolitano de Segovia que va recorriendo los distintos pueblos de la provincia.
| Línea | Trayecto |
| ----- | --- |
| M6    | Torrecaballeros - Segovia (por Montecorredores, San Cristóbal, Sonsoto, Trescasas, Cabanillas del Monte y Aldehuela)                          |
| M6*   | Torrecaballeros - Segovia (por Tabanera del Monte, Palazuelos de Eresma, San Cristóbal, Sonsoto, Trescasas, Cabanillas del Monte y Aldehuela) |

## Símbolos

### Escudo
El escudo heráldico y la bandera que representan al municipio fueron aprobados oficialmente el 23 de enero de 2009. El escudo se blasona de la siguiente manera: 

«En campo de azur cuatro fajas ondeadas de plata. Bordura de plata cargada de ocho plantas de lino en sus colores.»
Boletín Oficial de Castilla y León n.º 47/2009 de 10 de marzo de 2009

En su escudo la flor de lino representa a la Noble Junta de Cabezuelas.

### Bandera
La descripción textual de la bandera es la siguiente:

«Paño cuadrado de proporción 1:1, dividido horizontalmente en tres franjas; la central de color azul y de doble anchura que las de los extremos, que serán de color blanco. Sobrepuesto al centro, el escudo municipal en sus colores.»
Boletín Oficial de Castilla y León n.º 47/2009 de 10 de marzo de 2009

## Administración y política

Distribución del Ayuntamiento tras las elecciones municipales de 2023

### Administración local

#### Lista de alcaldes
Desde la segregación del municipio, se han sucedido cuatro alcaldes en San Cristóbal de Segovia, los tres últimos electos y el primero nombrado por la Comisión Gestora designada por la Diputación tras la segregación:
| Periodo   | Nombre                   | Partido |
| --------- | ------------------------ | ------- |
| 1979-1983 | ----                     | ----    |
| 1983-1987 | ----                     | ----    |
| 1987-1991 | ----                     | ----    |
| 1991-1995 | ----                     | ----    |
| 1995-1999 | ----                     | ----    |
| 1999-2003 | Gabino Herranz Benito    | GISCS   |
| 2003-2007 | Elías Sacristán Martín   | PP      |
| 2007-2011 | Belén Salamanca Escorial | PSOE    |
| 2011-2015 | Óscar Benito Moral Sanz  | PP      |
| 2015-2019 | Óscar Benito Moral Sanz  | PP      |
| 2019-2023 | Óscar Benito Moral Sanz  | PP      |
| 2023-act. | Óscar Benito Moral Sanz  | PP      |

#### Segregación
Durante el final del siglo XX, siendo un barrio anexo a Palazuelos, pidió en varias ocasiones a la Junta de Castilla y León la segregación del municipio de Palazuelos de Eresma del que suponía el 50% de la población, con continuo rechazo. El 5 de agosto de 1990 se realizó un referéndum oficioso y no vinculante, que con una muy baja participación votó mayoritariamente la independencia. Finalmente el 25 de noviembre de 1999 y tras logar que fuera la agrupación de electores a favor de la segregación la que se hiciera con la alcaldía de Palazuelos, se dio permiso para la constitución del municipio independiente.

### Evolución de la deuda viva
El concepto de deuda viva contempla solo las deudas con cajas y bancos relativas a créditos financieros, valores de renta fija y préstamos o créditos transferidos a terceros, excluyéndose, por tanto, la deuda comercial.

La deuda viva municipal por habitante al final de 2021 ascendía a 674,00 €.
| Gráfica de evolución de la deuda viva del ayuntamiento entre 2008 y 2022           |
|                                                                                    |
| Deuda viva del ayuntamiento según datos del Ministerio de Hacienda y Ad. Públicas. |

### Administración autonómica
La Junta de Castilla y León gestiona la red pública de Educación Obligatoria, tanto Infantil como Primaria. También gestiona la red sanitaria pública.

### Justicia
San Cristóbal de Segovia pertenece al partido judicial número 1 de la provincia de Segovia, denominado partido judicial de Segovia es capital la ciudad de Segovia, engloba a otros 55 municipios de los alrededores y ostenta una representación de 15 diputados provinciales.

### Mancomunidad
San Cristóbal de Segovia pertenece a la Mancomunidad de Municipios «La Atalaya» desde su fundación el 9 de junio de 1987; esta es una agrupación voluntaria de municipios para la gestión en común de determinados servicios de competencia municipal, fue creada por los municipios y localidades pertenecientes a la institución histórica de origen medieval aun existente de la Noble Junta de Cabezuelas trasfiriendo algunas de las competencias de esta.

Mancomunidad de La Atalaya en la provincia de Segovia

Tiene sede en Palazuelos de Eresma y están integrados los municipios de La Lastrilla, Trescasas, Palazuelos de Eresma y San Cristóbal de Segovia, cuando pertenecía a Palazuelos de Eresma, este ya pertenecía a la Mancomunidad. Su presidente es desde 2019, José González Mayoral de Ciudadanos, propuesto por Palazuelos de Eresma.

## Bienestar social

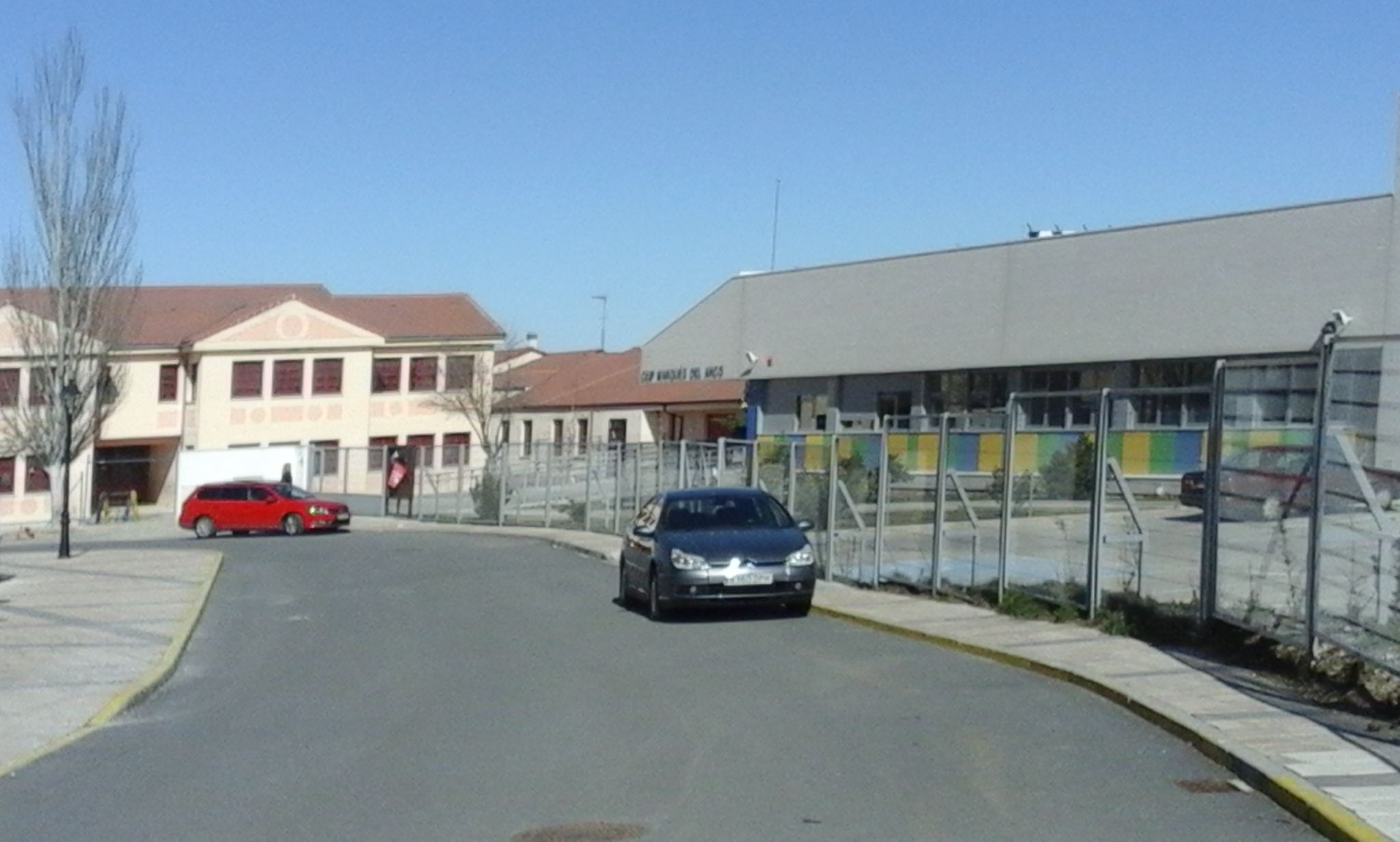
CEIP Marqués del Arco

### Educación
En San Cristóbal hay una guardería pública, un colegio público de educación infantil y primaria (CEIP Marqués del Arco) y un punto de información juvenil denominado Sancris en la biblioteca municipal.

### Sanidad
El municipio está integrado en la zona básica de salud de Segovia capital, tiene un consultorio médico del SACYL; además los empadronados pueden asistir al consultorio Segovia Rural en las inmediaciones del Hospital General de Segovia.

#### Farmacia
El municipio cuenta con una farmacia.

### Seguridad ciudadana
Al igual que en el resto de Europa, en San Cristóbal de Segovia está operativo el sistema de Emergencias 112, que mediante el número de teléfono 112 atiende cualquier situación de urgencias y emergencia en materia sanitaria, extinción de incendios y salvamento, seguridad ciudadana y protección civil.
Para la seguridad ciudadana, el municipio cuenta con un equipo de voluntarios que conforman la sección local de Protección Civil, dependiente del cuartel de la Guardia Civil de Segovia. Las instalaciones de la policía local y de Protección Civil están gestionados por la Mancomunidad de La Atalaya de la que San Cristóbal es miembro.

## Cultura

### Patrimonio
- Iglesia parroquial de Nuestra Señora del Rosario, del siglo XX;
- Caceras medievales del río Cambrones;
- Restos de la antigua ermita de San Antonio de Padua;
- Nueva ermita de San Antonio de Padua;
- Restos de la antigua iglesia parroquial románica, ahora cementerio;
- Potro de herrar.[42]

### Fiestas
- Día de la Cacera Mayor, último sábado de mayo;[8]
- San Antonio de Padua: 13 de junio;
- Fiesta de la Juventud: primer fin de semana de julio;
- Fiestas de Nuestra Señora del Rosario: primer fin de semana de octubre;
- Fiestas de la Segregación o de la Constitución, como pueblo independiente: 25 de noviembre.

### Leyendas

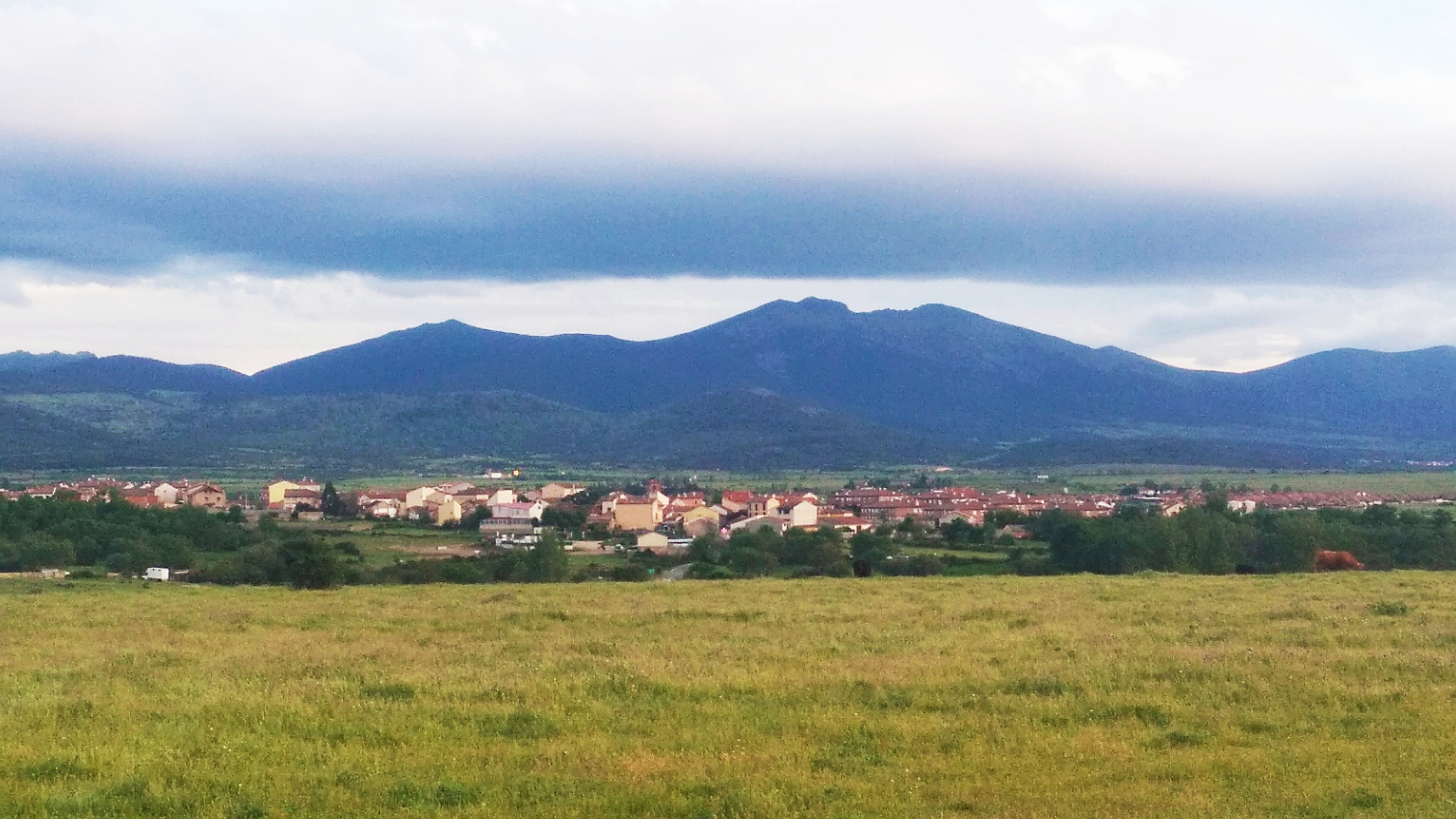
Montaña de La Mujer Muerta vista desde la localidad, abajo Tabanera del Monte

En la cultura popular están presentes la leyenda del bandolero segoviano El Tuerto de Pirón, la de la creación de la montaña próxima de La Mujer Muerta y la de El Fantasma del Espejo de Verónica.